# Милош Шарчев
Милош Шарчев (Бечеј, 17. јануар 1964) је професионални бодибилдер из Србије.
Бодибилдингом је почео да се бави 1981. године у боди билдинг клубу „Бечеј”, где му је тренинг партнер био Адам Јанковић.